# José Gonzalo Rodríguez Gacha
José Gonzalo Rodríguez Gacha també anomenat El Mexicano (Pacho, 14 de maig de 1947 - abatut a prop de Coveñas, 15 de desembre de 1989) va ser un colombià conegut per ser l'un dels fundadors i pilars amb Pablo Escobar del Càrtel de Medellín a Colòmbia.

## Biografia
Gestionava la seguretat dels estupefaents i diversos equips d'assassins a sou que reclutava, formava i gestionava ell mateix. Aquest narcotraficant era conegut per a la seva crueltat i el seu temperament implacable, així com per al seu gust al luxe.
Amb Pablo Escobar, Gonzalo Rodríguez Gacha va patrocinar els homicidis de centenars de policies, jutges, polítics i periodistes. Va ser igualment responsable de l'extermini contra UP entre 1985-89. Va ser acusat de contractar Jaime Rueda i 70 sicaires més per a l'execució de l'antic candidat liberal a la presidència de la República, Luis Carlos Galán, mort en el transcurs d'un míting polític l'agost 1989. El febrer 1989 després de massacrar el seu propi cap Gilberto Molina, de antic contrabandista de pedres precioses reconvertit traficant de cocaïna, s'havia forjat una reputació d'assassí implacable.
Va ser mort per la policia en el transcurs d'una operació el 15 de desembre de 1989, a prop de Covenas, a Tolú, a la costa colombiana, al nord de Colòmbia, amb el seu fill Freddy Rodriguez Celades i dos dels seus guardaespatlles, mentre s'amagaven amb diversos dels seus homes en una de les seves múltiples propietats. Era a l'època considerat com el número dos dels narcotraficants del país.